# Evolução do Colégio dos Cardeais sob o pontificado de Francisco
Este artigo apresenta a evolução do Colégio dos Cardeais (anteriormente Sacro Colégio) durante o pontificado do Papa Francisco, desde a abertura do conclave que o elegeu em 13 de março de 2013.

## Composição por consistório
| Consistório               | 2013    | 2013        | 2013  | 2025    | 2025        | 2025  |
| ------------------------- | ------- | ----------- | ----- | ------- | ----------- | ----- |
|                           | Eleitor | Não eleitor | Total | Eleitor | Não eleitor | Total |
| Março 1973                |         | 1           | 1     |         |             |       |
| Maio 1976                 |         | 1           | 1     |         |             |       |
| Criados por Paulo VI      |         | 2           | 2     |         |             |       |
| Junho 1979                |         | 3           | 3     |         |             |       |
| Fevereiro 1983            | 2       | 3           | 5     |         | 1           | 1     |
| Maio 1985                 |         | 12          | 12    |         | 3           | 3     |
| Junho 1988                |         | 10          | 10    |         |             |       |
| Junho 1991                | 2       | 6           | 8     |         | 3           | 3     |
| Novembro 1994             | 5       | 9           | 14    | 1       | 4           | 5     |
| Fevereiro 1998            | 6       | 8           | 14    |         | 7           | 7     |
| Fevereiro 2001            | 17      | 13          | 30    |         | 9           | 9     |
| Outubro 2003              | 18      | 8           | 26    | 4       | 9           | 13    |
| Criados por João Paulo II | 50      | 72          | 122   | 5       | 36          | 41    |
| Outubro 2006              | 9       | 5           | 14    | 1       | 7           | 8     |
| Novembro 2007             | 16      | 3           | 19    | 5       | 11          | 16    |
| Novembro 2010             | 18      | 5           | 23    | 6       | 7           | 13    |
| Fevereiro 2012            | 18      | 3           | 21    | 7       | 12          | 19    |
| Novembro 2012             | 6       |             | 6     | 3       | 3           | 6     |
| Criados por Bento XVI     | 67      | 16          | 83    | 22      | 40          | 62    |
| Fevereiro 2014            |         |             |       | 10      | 6           | 16    |
| Fevereiro 2015            |         |             |       | 10      | 7           | 17    |
| Novembro 2016             |         |             |       | 10      | 4           | 14    |
| Junho 2017                |         |             |       | 2       | 3           | 5     |
| Junho 2018                |         |             |       | 8       | 5           | 13    |
| Outubro 2019              |         |             |       | 9       | 2           | 11    |
| Novembro 2020             |         |             |       | 7       | 5           | 12    |
| Agosto 2022               |         |             |       | 14      | 5           | 19    |
| Setembro 2023             |         |             |       | 18      | 3           | 21    |
| Dezembro 2024             |         |             |       | 20      | 1           | 21    |
| Criados por Francisco     |         |             |       | 108     | 41          | 149   |
| Total                     | 117     | 90          | 207   | 135     | 117         | 252   |

## Evolução durante o pontificado
| Data                    | Evento                                                                    | País                           | Eleitores | Não Eleitores | Total |
| ----------------------- | ------------------------------------------------------------------------- | ------------------------------ | --------- | ------------- | ----- |
| 28 de fevereiro de 2013 | Morte do Cardeal Jean Marcel Honoré (92 anos)                             | França                         | 117       | 90            | 207   |
| 28 de fevereiro de 2013 | Renúncia do papa Bento XVI - Fim do Pontificado                           | Vaticano                       | 117       | 90            | 207   |
| 5 de março de 2013      | 80.º aniversário do cardeal Walter Kasper                                 | Alemanha                       | 117       | 90            | 207   |
| 12 de março de 2013     | Cardeais no momento do Conclave de 2013                                   | Vaticano                       | 117       | 90            | 207   |
| 13 de março de 2013     | Eleição papal do cardeal Jorge Mario Bergoglio, S.J. como Papa Francisco  | Vaticano                       | 115       | 91            | 206   |
| 13 de março de 2013     | Perda do status de eleitor do Cardeal Walter Kasper                       | Alemanha                       | 115       | 91            | 206   |
| 18 de março de 2013     | 80º aniversário do Cardeal Severino Poletto                               | Itália                         | 114       | 92            | 206   |
| 28 de março de 2013     | 80º aniversário do Cardeal Juan Sandoval Íñiguez                          | México                         | 113       | 93            | 206   |
| 10 de abril de 2013     | morte do cardeal Lorenzo Antonetti (90 anos)                              | Itália                         | 113       | 92            | 205   |
| 4 de junho de 2013      | 80º aniversário do Cardeal Godfried Danneels                              | Bélgica                        | 112       | 93            | 205   |
| 5 de junho de 2013      | morte do cardeal Stanisław Kazimierz Nagy, S.C.J. (91 anos)               | Polónia                        | 112       | 92            | 204   |
| 19 de julho de 2013     | morte do cardeal Simon Ignatius Pimenta (93 anos)                         | Índia                          | 112       | 91            | 203   |
| 28 de julho de 2013     | morte do cardeal Ersilio Tonini (99 anos)                                 | Itália                         | 112       | 90            | 202   |
| 29 de agosto de 2013    | morte do cardeal Medardo Joseph Mazombwe (81 anos)                        | Zâmbia                         | 112       | 89            | 201   |
| 5 de setembro de 2013   | 80º aniversário do Cardeal Francisco Javier Errázuriz Ossa, P. Schönstatt | Chile                          | 111       | 90            | 201   |
| 24 de setembro de 2013  | 80º aniversário do Cardeal Raffaele Farina, S.D.B.                        | Itália                         | 110       | 91            | 201   |
| 19 de outubro de 2013   | 80º aniversário do Cardeal Geraldo Majella Agnelo                         | Brasil                         | 109       | 92            | 201   |
| 11 de novembro de 2013  | morte do cardeal Domenico Bartolucci (96 anos)                            | Itália                         | 109       | 91            | 200   |
| 17 de dezembro de 2013  | morte do cardeal Ricardo María Carles Gordó (87 anos)                     | Espanha                        | 109       | 90            | 199   |
| 25 de dezembro de 2013  | 80º aniversário do Cardeal Joachim Meisner                                | Alemanha                       | 108       | 91            | 199   |
| 1 de janeiro de 2014    | 80º aniversário do Cardeal Raúl Eduardo Vela Chiriboga                    | Equador                        | 107       | 92            | 199   |
| 30 de janeiro de 2014   | 80º aniversário do Cardeal Giovanni Battista Re                           | Itália                         | 106       | 93            | 199   |
| 22 de fevereiro de 2014 | Criação de 19 cardeais (16 eleitores + 3 não eleitores):                  | Vaticano                       | 122       | 96            | 218   |
| 22 de fevereiro de 2014 | Pietro Parolin                                                            | Itália                         | 122       | 96            | 218   |
| 22 de fevereiro de 2014 | Lorenzo Baldisseri                                                        | Itália                         | 122       | 96            | 218   |
| 22 de fevereiro de 2014 | Gerhard Ludwig Müller                                                     | Alemanha                       | 122       | 96            | 218   |
| 22 de fevereiro de 2014 | Beniamino Stella                                                          | Itália                         | 122       | 96            | 218   |
| 22 de fevereiro de 2014 | Vincent Nichols                                                           | Reino Unido                    | 122       | 96            | 218   |
| 22 de fevereiro de 2014 | Leopoldo José Brenes Solórzano                                            | Nicarágua                      | 122       | 96            | 218   |
| 22 de fevereiro de 2014 | Gérald Cyprien Lacroix, I.S.P.X                                           | Canadá                         | 122       | 96            | 218   |
| 22 de fevereiro de 2014 | Jean-Pierre Kutwa                                                         | Costa do Marfim                | 122       | 96            | 218   |
| 22 de fevereiro de 2014 | Orani João Tempesta, O.Cist.                                              | Brasil                         | 122       | 96            | 218   |
| 22 de fevereiro de 2014 | Gualtiero Bassetti                                                        | Itália                         | 122       | 96            | 218   |
| 22 de fevereiro de 2014 | Mario Aurelio Poli                                                        | Argentina                      | 122       | 96            | 218   |
| 22 de fevereiro de 2014 | Andrew Yeom Soo-jung                                                      | Coreia do Sul                  | 122       | 96            | 218   |
| 22 de fevereiro de 2014 | Ricardo Ezzati Andrello, S.D.B.                                           | Chile                          | 122       | 96            | 218   |
| 22 de fevereiro de 2014 | Philippe Ouédraogo                                                        | Burquina Fasso                 | 122       | 96            | 218   |
| 22 de fevereiro de 2014 | Orlando Beltran Quevedo, O.M.I.                                           | Filipinas                      | 122       | 96            | 218   |
| 22 de fevereiro de 2014 | Chibly Langlois                                                           | Haiti                          | 122       | 96            | 218   |
| 22 de fevereiro de 2014 | 3 não eleitores:                                                          | Vaticano                       | 122       | 96            | 218   |
| 22 de fevereiro de 2014 | Loris Francesco Capovilla                                                 | Itália                         | 122       | 96            | 218   |
| 22 de fevereiro de 2014 | Fernando Sebastián Aguilar, C.M.F.                                        | Espanha                        | 122       | 96            | 218   |
| 22 de fevereiro de 2014 | Kelvin Edward Felix                                                       | Dominica                       | 122       | 96            | 218   |
| 5 de março de 2014      | 80º aniversário do Cardeal Jean-Baptiste Pham Minh Mân                    | Vietname                       | 121       | 97            | 218   |
| 12 de março de 2014     | morte do cardeal José da Cruz Policarpo (78 anos)                         | Portugal                       | 120       | 97            | 217   |
| 14 de março de 2014     | 80º aniversário do Cardeal Dionigi Tettamanzi                             | Itália                         | 119       | 98            | 217   |
| 8 de abril de 2014      | morte do cardeal Emmanuel III Delly (86 anos)                             | Iraque                         | 119       | 97            | 216   |
| 12 de maio de 2014      | morte do cardeal Marco Cé (88 anos)                                       | Itália                         | 119       | 96            | 215   |
| 28 de maio de 2014      | 80º aniversário do Cardeal Francesco Monterisi                            | Itália                         | 118       | 97            | 215   |
| 2 de junho de 2014      | morte do cardeal Duraisamy Simon Lourdusamy (90 anos)                     | Índia                          | 118       | 96            | 214   |
| 9 de junho de 2014      | morte do cardeal Bernard Agré (88 anos)                                   | Costa do Marfim                | 118       | 95            | 213   |
| 26 de julho de 2014     | morte do cardeal Francesco Marchisano (85 anos)                           | Itália                         | 118       | 94            | 212   |
| 3 de agosto de 2014     | morte do cardeal Edward Bede Clancy (90 anos)                             | Austrália                      | 118       | 93            | 211   |
| 8 de agosto de 2014     | 80º aniversário do Cardeal Cláudio Hummes, O.F.M.                         | Brasil                         | 117       | 94            | 211   |
| 20 de agosto de 2014    | morte do cardeal Edmund Casimir Szoka (86 anos)                           | Estados Unidos                 | 117       | 93            | 210   |
| 23 de agosto de 2014    | 80º aniversário do Cardeal Carlos Amigo Vallejo, O.F.M.                   | Espanha                        | 116       | 94            | 210   |
| 1 de setembro de 2014   | 80º aniversário do Cardeal Paolo Sardi                                    | Itália                         | 115       | 95            | 210   |
| 5 de setembro de 2014   | 80º aniversário do Cardeal Paul Josef Cordes                              | Alemanha                       | 114       | 96            | 210   |
| 23 de setembro de 2014  | 80º aniversário do Cardeal Franc Rodé, C.M.                               | Eslovénia                      | 113       | 97            | 210   |
| 22 de novembro de 2014  | morte do cardeal Fiorenzo Angelini (98 anos)                              | Itália                         | 113       | 96            | 209   |
| 2 de dezembro de 2014   | 80º aniversário do Cardeal Tarcisio Bertone, S.D.B.                       | Itália                         | 112       | 97            | 209   |
| 9 de dezembro de 2014   | morte do cardeal Jorge María Mejía (91 anos)                              | Argentina                      | 112       | 96            | 208   |
| 20 de dezembro de 2014  | 80º aniversário do Cardeal Julius Riyadi Darmaatmadja, S.J.               | Indonésia                      | 111       | 97            | 208   |
| 3 de janeiro de 2015    | 80º aniversário do Cardeal Giovanni Lajolo                                | Itália                         | 110       | 98            | 208   |
| 10 de fevereiro de 2015 | morte do cardeal Karl Becker, S.J. (86 anos)                              | Alemanha                       | 110       | 97            | 207   |
| 14 de fevereiro de 2015 | Criação de 20 cardeais (15 eleitores + 5 não eleitores):                  | Vaticano                       | 125       | 102           | 227   |
| 14 de fevereiro de 2015 | Dominique Mamberti                                                        | França                         | 125       | 102           | 227   |
| 14 de fevereiro de 2015 | Manuel Clemente                                                           | Portugal                       | 125       | 102           | 227   |
| 14 de fevereiro de 2015 | Berhaneyesus Souraphiel, C.M.                                             | Etiópia                        | 125       | 102           | 227   |
| 14 de fevereiro de 2015 | John Atcherley Dew                                                        | Nova Zelândia                  | 125       | 102           | 227   |
| 14 de fevereiro de 2015 | Edoardo Menichelli                                                        | Itália                         | 125       | 102           | 227   |
| 14 de fevereiro de 2015 | Pierre Nguyên Văn Nhon                                                    | Vietname                       | 125       | 102           | 227   |
| 14 de fevereiro de 2015 | Alberto Suárez Inda                                                       | México                         | 125       | 102           | 227   |
| 14 de fevereiro de 2015 | Charles Bo, S.D.B.                                                        | Myanmar                        | 125       | 102           | 227   |
| 14 de fevereiro de 2015 | Francis Xavier Kriengsak Kovithavanij                                     | Tailândia                      | 125       | 102           | 227   |
| 14 de fevereiro de 2015 | Francesco Montenegro                                                      | Itália                         | 125       | 102           | 227   |
| 14 de fevereiro de 2015 | Daniel Sturla Berhouet, S.D.B.                                            | Uruguai                        | 125       | 102           | 227   |
| 14 de fevereiro de 2015 | Ricardo Blázquez Pérez                                                    | Espanha                        | 125       | 102           | 227   |
| 14 de fevereiro de 2015 | José Luis Lacunza Maestrojuán, O.A.R.                                     | Panamá                         | 125       | 102           | 227   |
| 14 de fevereiro de 2015 | Arlindo Gomes Furtado                                                     | Cabo Verde                     | 125       | 102           | 227   |
| 14 de fevereiro de 2015 | Soane Patita Paini Mafi                                                   | Tonga                          | 125       | 102           | 227   |
| 14 de fevereiro de 2015 | 5 não eleitores:                                                          | Vaticano                       | 125       | 102           | 227   |
| 14 de fevereiro de 2015 | José de Jesús Pimiento Rodríguez                                          | Colômbia                       | 125       | 102           | 227   |
| 14 de fevereiro de 2015 | Luigi De Magistris                                                        | Itália                         | 125       | 102           | 227   |
| 14 de fevereiro de 2015 | Karl-Joseph Rauber                                                        | Alemanha                       | 125       | 102           | 227   |
| 14 de fevereiro de 2015 | Luis Héctor Villalba                                                      | Argentina                      | 125       | 102           | 227   |
| 14 de fevereiro de 2015 | Júlio Duarte Langa                                                        | Moçambique                     | 125       | 102           | 227   |
| 5 de março de 2015      | morte do cardeal Edward Michael Egan (82 anos)                            | Estados Unidos                 | 125       | 101           | 226   |
| 18 de março de 2015     | 80º aniversário do Cardeal Antonios Naguib                                | Egito                          | 124       | 102           | 226   |
| 20 de março de 2015     | renúncia do cardeal Keith Michael Patrick O'Brien                         | Reino Unido                    | 123       | 103           | 226   |
| 8 de abril de 2015      | morte do cardeal Jean-Claude Turcotte (78 anos)                           | Canadá                         | 122       | 103           | 225   |
| 14 de abril de 2015     | morte do cardeal Roberto Tucci, S.J. (93 anos)                            | Itália                         | 122       | 102           | 224   |
| 17 de abril de 2015     | morte do cardeal Francis George, O.M.I. (78 anos)                         | Estados Unidos                 | 121       | 102           | 223   |
| 19 de abril de 2015     | 80º aniversário do Cardeal Justin Francis Rigali                          | Estados Unidos                 | 120       | 103           | 223   |
| 29 de abril de 2015     | morte do cardeal Giovanni Canestri (96 anos)                              | Itália                         | 120       | 102           | 222   |
| 10 de julho de 2015     | morte do cardeal Giacomo Biffi (87 anos)                                  | Itália                         | 120       | 101           | 221   |
| 23 de julho de 2015     | morte do cardeal William Wakefield Baum (88 anos)                         | Estados Unidos                 | 120       | 100           | 220   |
| 17 de agosto de 2015    | morte do cardeal László Paskai, O.F.M. (88 anos)                          | Hungria                        | 120       | 99            | 219   |
| 19 de setembro de 2015  | 80º aniversário do Cardeal Velasio de Paolis, C.S.                        | Itália                         | 119       | 100           | 219   |
| 21 de setembro de 2015  | 80º aniversário do Cardeal Santos Abril y Castelló                        | Espanha                        | 118       | 101           | 219   |
| 24 de outubro de 2015   | morte do cardeal Ján Chryzostom Korec, S.J. (91 anos)                     | Eslováquia                     | 118       | 100           | 218   |
| 9 de dezembro de 2015   | morte do cardeal Carlo Furno (94 anos)                                    | Itália                         | 117       | 99            | 216   |
| 9 de dezembro de 2015   | morte do cardeal Julio Terrazas Sandoval , C.Ss.R. (79 anos)              | Bolívia                        | 117       | 99            | 216   |
| 27 de fevereiro de 2016 | 80º aniversário do Cardeal Roger Michael Mahony                           | Estados Unidos                 | 116       | 100           | 216   |
| 31 de março de 2016     | morte do cardeal Georges Cottier, O.P. (93 anos)                          | Suíça                          | 116       | 99            | 215   |
| 14 de abril de 2016     | 80º aniversário do Cardeal Ivan Dias                                      | Índia                          | 115       | 100           | 215   |
| 16 de maio de 2016      | 80º aniversário do Cardeal Karl Lehmann                                   | Alemanha                       | 114       | 100           | 214   |
| 16 de maio de 2016      | morte do cardeal Giovanni Coppa (90 anos)                                 | Itália                         | 114       | 100           | 214   |
| 26 de maio de 2016      | morte do cardeal Loris Francesco Capovilla (100 anos)                     | Itália                         | 114       | 99            | 213   |
| 15 de junho de 2016     | 80º aniversário do Cardeal William Joseph Levada                          | Estados Unidos                 | 113       | 100           | 213   |
| 16 de junho de 2016     | 80º aniversário do Cardeal Anthony Olubunmi Okogie                        | Nigéria                        | 112       | 101           | 213   |
| 9 de julho de 2016      | morte do cardeal Silvano Piovanelli (92 anos)                             | Itália                         | 112       | 100           | 212   |
| 2 de agosto de 2016     | morte do cardeal Franciszek Macharski (89 anos)                           | Polónia                        | 112       | 99            | 211   |
| 20 de agosto de 2016    | 80º aniversário do Cardeal Antonio María Rouco Varela                     | Espanha                        | 111       | 100           | 211   |
| 18 de outubro de 2016   | 80º aniversário do Cardeal Jaime Ortega                                   | Cuba                           | 110       | 101           | 211   |
| 31 de outubro de 2016   | 80º aniversário do Cardeal Nicolás de Jesús López Rodríguez               | República Dominicana           | 109       | 102           | 211   |
| 18 de novembro de 2016  | 80º aniversário do Cardeal Ennio Antonelli                                | Itália                         | 108       | 103           | 211   |
| 19 de novembro de 2016  | Criação de 17 cardeais (13 eleitores + 4 não eleitores):                  | Vaticano                       | 121       | 107           | 228   |
| 19 de novembro de 2016  | Mario Zenari                                                              | Itália                         | 121       | 107           | 228   |
| 19 de novembro de 2016  | Dieudonné Nzapalainga, C.S.Sp.                                            | República Centro-Africana      | 121       | 107           | 228   |
| 19 de novembro de 2016  | Carlos Osoro Sierra                                                       | Espanha                        | 121       | 107           | 228   |
| 19 de novembro de 2016  | Sérgio da Rocha                                                           | Brasil                         | 121       | 107           | 228   |
| 19 de novembro de 2016  | Blase Joseph Cupich                                                       | Estados Unidos                 | 121       | 107           | 228   |
| 19 de novembro de 2016  | Patrick D’Rozario, C.S.C.                                                 | Bangladesh                     | 121       | 107           | 228   |
| 19 de novembro de 2016  | Baltazar Henrique Porras Cardozo                                          | Venezuela                      | 121       | 107           | 228   |
| 19 de novembro de 2016  | Jozef De Kesel                                                            | Bélgica                        | 121       | 107           | 228   |
| 19 de novembro de 2016  | Maurice Piat, C.S.Sp.                                                     | Maurícia                       | 121       | 107           | 228   |
| 19 de novembro de 2016  | Kevin Joseph Farrell                                                      | Estados Unidos                 | 121       | 107           | 228   |
| 19 de novembro de 2016  | Carlos Aguiar Retes                                                       | México                         | 121       | 107           | 228   |
| 19 de novembro de 2016  | John Ribat, M.S.C.                                                        | Papua-Nova Guiné               | 121       | 107           | 228   |
| 19 de novembro de 2016  | Joseph William Tobin                                                      | Estados Unidos                 | 121       | 107           | 228   |
| 19 de novembro de 2016  | 4 não eleitores:                                                          | Vaticano                       | 121       | 107           | 228   |
| 19 de novembro de 2016  | Anthony Soter Fernandez                                                   | Malásia                        | 121       | 107           | 228   |
| 19 de novembro de 2016  | Renato Corti                                                              | Itália                         | 121       | 107           | 228   |
| 19 de novembro de 2016  | Sebastian Koto Khoarai, O.M.I.                                            | Lesoto                         | 121       | 107           | 228   |
| 19 de novembro de 2016  | Ernest Simoni                                                             | Albânia                        | 121       | 107           | 228   |
| 28 de novembro de 2016  | 80º aniversário do Cardeal Théodore-Adrien Sarr                           | Senegal                        | 120       | 108           | 228   |
| 14 de dezembro de 2016  | morte do cardeal Paulo Evaristo Arns, O.F.M. (95 anos)                    | Brasil                         | 120       | 107           | 227   |
| 13 de janeiro de 2017   | morte do cardeal Gilberto Agustoni (94 anos)                              | Suíça                          | 120       | 106           | 226   |
| 1 de fevereiro de 2017  | 80º aniversário do Cardeal Audrys Juozas Bačkis                           | Lituânia                       | 119       | 107           | 226   |
| 15 de fevereiro de 2017 | 80º aniversário do Cardeal Raymundo Damasceno Assis                       | Brasil                         | 118       | 108           | 226   |
| 21 de fevereiro de 2017 | morte do cardeal Desmond Connell (90 anos)                                | República da Irlanda           | 118       | 107           | 225   |
| 16 de março de 2017     | 80º aniversário do Cardeal Attilio Nicora                                 | Itália                         | 117       | 108           | 225   |
| 18 de março de 2017     | morte do cardeal Miloslav Vlk (84 anos)                                   | República Checa                | 117       | 107           | 224   |
| 23 de março de 2017     | morte do cardeal William Henry Keeler (86 anos)                           | Estados Unidos                 | 117       | 106           | 223   |
| 22 de abril de 2017     | morte do cardeal Attilio Nicora (80 anos)                                 | Itália                         | 117       | 105           | 222   |
| 29 de abril de 2017     | 80º aniversário do Cardeal Lluis Martinez Sistach                         | Espanha                        | 116       | 106           | 222   |
| 31 de maio de 2017      | morte do cardeal Lubomyr Husar (84 anos)                                  | Ucrânia                        | 116       | 105           | 221   |
| 10 de junho de 2017     | Eleição como vice-decano do cardeal Giovanni Battista Re                  | Itália                         | 116       | 105           | 221   |
| 19 de junho de 2017     | morte do cardeal Ivan Dias (81 anos)                                      | Índia                          | 116       | 104           | 220   |
| 28 de junho de 2017     | Criação de 5 cardeais eleitores:                                          | Vaticano                       | 121       | 104           | 225   |
| 28 de junho de 2017     | Jean Zerbo                                                                | Mali                           | 121       | 104           | 225   |
| 28 de junho de 2017     | Juan José Omella Omella                                                   | Espanha                        | 121       | 104           | 225   |
| 28 de junho de 2017     | Anders Arborelius, O.C.D.                                                 | Suécia                         | 121       | 104           | 225   |
| 28 de junho de 2017     | Louis-Marie Ling Mangkhanekhoun                                           | Laos                           | 121       | 104           | 225   |
| 28 de junho de 2017     | José Gregorio Rosa Chávez                                                 | El Salvador                    | 121       | 104           | 225   |
| 5 de julho de 2017      | morte do cardeal Joachim Meisner (83 anos)                                | Alemanha                       | 121       | 103           | 224   |
| 5 de agosto de 2017     | morte do cardeal Dionigi Tettamanzi (83 anos)                             | Itália                         | 121       | 102           | 223   |
| 1 de setembro de 2017   | morte do cardeal Cormac Murphy-O'Connor (85 anos)                         | Inglaterra                     | 121       | 101           | 222   |
| 6 de setembro de 2017   | morte do cardeal Carlo Caffarra (79 anos)                                 | Itália                         | 120       | 101           | 221   |
| 9 de setembro de 2017   | morte do cardeal Velasio De Paolis, C.S. (81 anos)                        | Itália                         | 120       | 100           | 220   |
| 18 de outubro de 2017   | morte do cardeal Ricardo Jamin Vidal (86 anos)                            | Filipinas                      | 120       | 99            | 219   |
| 12 de novembro de 2017  | morte do cardeal Bernard Louis Auguste Paul Panafieu (86 anos)            | França                         | 120       | 98            | 218   |
| 19 de novembro de 2017  | morte do cardeal Andrea Cordero Lanza di Montezemolo (92 anos)            | Itália                         | 120       | 97            | 217   |
| 20 de dezembro de 2017  | morte do cardeal Bernard Francis Law (86 anos)                            | Estados Unidos                 | 120       | 96            | 216   |
| 3 de fevereiro de 2018  | 80º aniversário do Cardeal Antônio Maria Vegliò                           | Itália                         | 119       | 97            | 216   |
| 20 de fevereiro de 2018 | 80º aniversário do Cardeal Paolo Romeo                                    | Itália                         | 118       | 98            | 216   |
| 6 de março de 2018      | 80º aniversário do Cardeal Francesco Coccopalmerio                        | Itália                         | 117       | 99            | 216   |
| 11 de março de 2018     | morte do cardeal Karl Lehmann (81 anos)                                   | Alemanha                       | 117       | 98            | 215   |
| 17 de março de 2018     | 80º aniversário do Cardeal Keith Michael Patrick O'Brien                  | República da Irlanda           | 117       | 98            | 215   |
| 19 de março de 2018     | morte do Cardeal Keith Michael Patrick O'Brien (80 anos)                  | República da Irlanda           | 117       | 97            | 214   |
| 29 de março de 2018     | 80º aniversário do Cardeal Manuel Monteiro de Castro                      | Portugal                       | 116       | 98            | 214   |
| 1 de abril de 2018      | 80º aniversário do Cardeal Pierre Nguyễn Văn Nhơn                         | Vietname                       | 115       | 99            | 214   |
| 17 de maio de 2018      | morte do Cardeal Darío Castrillón Hoyos (88 anos)                         | Colômbia                       | 115       | 98            | 213   |
| 3 de junho de 2018      | morte do Cardeal Miguel Obando Bravo, S.D.B. (92 anos)                    | Nicarágua                      | 115       | 97            | 212   |
| 8 de junho de 2018      | 80º aniversário do Cardeal Angelo Amato, S.D.B.                           | Itália                         | 114       | 98            | 212   |
| 28 de junho de 2018     | Criação de 14 cardeais (11 eleitores + 3 não eleitores):                  | Vaticano                       | 125       | 101           | 226   |
| 28 de junho de 2018     | Louis Raphaël I Sako                                                      | Iraque                         | 125       | 101           | 226   |
| 28 de junho de 2018     | Luis Francisco Ladaria Ferrer, S.J.                                       | Espanha                        | 125       | 101           | 226   |
| 28 de junho de 2018     | Angelo De Donatis                                                         | Itália                         | 125       | 101           | 226   |
| 28 de junho de 2018     | Giovanni Angelo Becciu                                                    | Itália                         | 125       | 101           | 226   |
| 28 de junho de 2018     | Konrad Krajewski                                                          | Polónia                        | 125       | 101           | 226   |
| 28 de junho de 2018     | Joseph Coutts                                                             | Paquistão                      | 125       | 101           | 226   |
| 28 de junho de 2018     | António Augusto dos Santos Marto                                          | Portugal                       | 125       | 101           | 226   |
| 28 de junho de 2018     | Pedro Ricardo Barreto Jimeno, S.J.                                        | Peru                           | 125       | 101           | 226   |
| 28 de junho de 2018     | Désiré Tsarahazana                                                        | Madagáscar                     | 125       | 101           | 226   |
| 28 de junho de 2018     | Giuseppe Petrocchi                                                        | Itália                         | 125       | 101           | 226   |
| 28 de junho de 2018     | Thomas Aquino Manyo Maeda                                                 | Japão                          | 125       | 101           | 226   |
| 28 de junho de 2018     | 3 não eleitores:                                                          | Vaticano                       | 125       | 101           | 226   |
| 28 de junho de 2018     | Sergio Obeso Rivera                                                       | México                         | 125       | 101           | 226   |
| 28 de junho de 2018     | Toribio Ticona Porco                                                      | Bolívia                        | 125       | 101           | 226   |
| 28 de junho de 2018     | Aquilino Bocos Merino, C.M.F.                                             | Espanha                        | 125       | 101           | 226   |
| 5 de julho de 2018      | morte do Cardeal Jean-Louis Pierre Tauran (75 anos)                       | França                         | 124       | 101           | 225   |
| 27 de julho de 2018     | renuncia de Cardeal Theodore Edgar McCarrick                              | Estados Unidos                 | 124       | 100           | 224   |
| 24 de janeiro de 2019   | morte do Cardeal Fernando Sebastián Aguilar (89 anos)                     | Espanha                        | 124       | 99            | 223   |
| 30 de janeiro de 2019   | 80º aniversário do Cardeal Alberto Suárez Inda                            | México                         | 123       | 100           | 223   |
| 11 de março de 2019     | 80º aniversário do Cardeal Orlando Beltran Quevedo, O.M.I.                | Filipinas                      | 122       | 101           | 223   |
| 14 de março de 2019     | morte do Cardeal Godfried Danneels (85 anos)                              | Bélgica                        | 122       | 100           | 222   |
| 8 de abril de 2019      | 80º aniversário do Cardeal Edwin Frederick O'Brien                        | Estados Unidos                 | 121       | 101           | 222   |
| 27 de abril de 2019     | 80º aniversário do Cardeal Stanisław Dziwisz                              | Polónia                        | 120       | 102           | 222   |
| 12 de maio de 2019      | Morte do Cardeal Nasrallah Pierre Sfeir (98 anos)                         | Líbano                         | 120       | 101           | 221   |
| 5 de junho de 2019      | Morte do Cardeal Elio Sgreccia (90 anos)                                  | Itália                         | 120       | 100           | 220   |
| 13 de julho de 2019     | Morte do Cardeal Paolo Sardi (84 anos)                                    | Itália                         | 120       | 99            | 219   |
| 21 de julho de 2019     | Morte do Cardeal José Manuel Estepa Llaurens (93 anos)                    | Espanha                        | 120       | 98            | 218   |
| 26 de julho de 2019     | Morte do Cardeal Jaime Lucas Ortega y Alamino (82 anos)                   | Cuba                           | 120       | 97            | 217   |
| 31 de julho de 2019     | 80º aniversário do Cardeal John Tong Hon                                  | Hong Kong                      | 119       | 98            | 217   |
| 11 de agosto de 2019    | Morte do Cardeal Sergio Obeso Rivera (87 anos)                            | México                         | 119       | 97            | 216   |
| 16 de agosto de 2019    | 80º aniversário do Cardeal Seán Baptist Brady                             | República da Irlanda           | 118       | 98            | 216   |
| 29 de agosto de 2019    | Morte do Cardeal Achille Silvestrini (95 anos)                            | Itália                         | 118       | 97            | 215   |
| 3 de setembro de 2019   | Morte do Cardeal José Pimiento Rodríguez (100 anos)                       | Colômbia                       | 118       | 96            | 214   |
| 4 de setembro de 2019   | Morte do Cardeal Roger Etchegaray (96 anos)                               | França                         | 118       | 95            | 213   |
| 26 de setembro de 2019  | Morte do Cardeal William Joseph Levada (83 anos)                          | Estados Unidos                 | 118       | 94            | 212   |
| 5 de outubro de 2019    | Criação de 13 cardeais (10 eleitores + 3 não eleitores):                  | Vaticano                       | 128       | 97            | 225   |
| 5 de outubro de 2019    | Miguel Ángel Ayuso Guixot, M.C.C.I.                                       | Espanha                        | 128       | 97            | 225   |
| 5 de outubro de 2019    | José Tolentino Mendonça                                                   | Portugal                       | 128       | 97            | 225   |
| 5 de outubro de 2019    | Ignatius Suharyo Hardjoatmodjo                                            | Indonésia                      | 128       | 97            | 225   |
| 5 de outubro de 2019    | Juan García Rodríguez                                                     | Cuba                           | 128       | 97            | 225   |
| 5 de outubro de 2019    | Fridolin Ambongo Besungu, O.F.M.Cap.                                      | República Democrática do Congo | 128       | 97            | 225   |
| 5 de outubro de 2019    | Jean-Claude Höllerich, S.J.                                               | Luxemburgo                     | 128       | 97            | 225   |
| 5 de outubro de 2019    | Alvaro Leonel Ramazzini Imeri                                             | Guatemala                      | 128       | 97            | 225   |
| 5 de outubro de 2019    | Matteo Maria Zuppi                                                        | Itália                         | 128       | 97            | 225   |
| 5 de outubro de 2019    | Cristóbal López Romero, S.D.B.                                            | Espanha                        | 128       | 97            | 225   |
| 5 de outubro de 2019    | Michael Czerny, S.J.                                                      | Canadá                         | 128       | 97            | 225   |
| 5 de outubro de 2019    | 3 não eleitores:                                                          | Vaticano                       | 128       | 97            | 225   |
| 5 de outubro de 2019    | Michael Louis Fitzgerald, M Afr                                           | Inglaterra                     | 128       | 97            | 225   |
| 5 de outubro de 2019    | Sigitas Tamkevicius, S.J.                                                 | Lituânia                       | 128       | 97            | 225   |
| 5 de outubro de 2019    | Eugenio Dal Corso, P.S.D.P.                                               | Itália                         | 128       | 97            | 225   |
| 7 de outubro de 2019    | 80º aniversário do Cardeal Laurent Monsengwo Pasinya                      | República Democrática do Congo | 127       | 98            | 225   |
| 8 de outubro de 2019    | Morte do Cardeal Serafim Fernandes de Araújo (95 anos)                    | Brasil                         | 127       | 97            | 224   |
| 11 de outubro de 2019   | 80º aniversário do Cardeal Zenon Grocholewski                             | Polónia                        | 126       | 98            | 224   |
| 14 de outubro de 2019   | 80º aniversário do Cardeal Edoardo Menichelli                             | Itália                         | 125       | 99            | 224   |
| 15 de outubro de 2019   | 80º aniversário do Cardeal Telesphore Placidus Toppo                      | Índia                          | 124       | 100           | 224   |
| 30 de dezembro de 2019  | Morte do Cardeal Prosper Grech, O.S.A. (94 anos)                          | Malta                          | 124       | 99            | 223   |
| 25 de fevereiro de 2020 | 80º aniversário do Cardeal Béchara Pierre Raï                             | Líbano                         | 123       | 100           | 223   |
| 17 de abril de 2020     | 80º aniversário do Cardeal Agostino Vallini                               | Itália                         | 122       | 101           | 223   |
| 12 de maio de 2020      | Morte do Cardeal Renato Corti (84 anos)                                   | Itália                         | 122       | 100           | 222   |
| 17 de julho de 2020     | Morte do Cardeal Zenon Grocholewski (80 anos)                             | Polónia                        | 122       | 99            | 221   |
| 2 de setembro de 2020   | Morte do Cardeal Adrianus Johannes Simonis (88 anos)                      | Países Baixos                  | 122       | 98            | 220   |
| 5 de setembro de 2020   | Morte do Cardeal Marian Jaworski (94 anos)                                | Ucrânia                        | 122       | 97            | 219   |
| 24 de setembro de 2020  | Renuncia do Cardeal Giovanni Angelo Becciu                                | Itália                         | 121       | 98            | 219   |
| 29 de setembro de 2020  | 80º aniversário do Cardeal Lorenzo Baldisseri                             | Itália                         | 120       | 99            | 219   |
| 27 de outubro de 2020   | Morte do Cardeal Anthony Soter Fernandez (88 anos)                        | Malásia                        | 120       | 98            | 218   |
| 12 de novembro de 2020  | 80º aniversário do Cardeal Donald William Wuerl                           | Estados Unidos                 | 119       | 99            | 218   |
| 15 de novembro de 2020  | Morte do Cardeal Raúl Eduardo Vela Chiriboga (86 anos)                    | Equador                        | 119       | 98            | 217   |
| 16 de novembro de 2020  | Morte do Cardeal Henryk Roman Gulbinowicz (97 anos)                       | Polónia                        | 119       | 97            | 216   |
| 28 de novembro de 2020  | Criação de 13 cardeais (9 eleitores + 4 não eleitores):                   | Vaticano                       | 128       | 101           | 229   |
| 28 de novembro de 2020  | Mario Grech                                                               | Malta                          | 128       | 101           | 229   |
| 28 de novembro de 2020  | Marcello Semeraro                                                         | Itália                         | 128       | 101           | 229   |
| 28 de novembro de 2020  | Antoine Kambanda                                                          | Ruanda                         | 128       | 101           | 229   |
| 28 de novembro de 2020  | Wilton Daniel Gregory                                                     | Estados Unidos                 | 128       | 101           | 229   |
| 28 de novembro de 2020  | Jose Fuerte Advincula                                                     | Filipinas                      | 128       | 101           | 229   |
| 28 de novembro de 2020  | Celestino Aós Braco, O.F.M.Cap.                                           | Chile                          | 128       | 101           | 229   |
| 28 de novembro de 2020  | Cornelius Sim                                                             | Brunei                         | 128       | 101           | 229   |
| 28 de novembro de 2020  | Augusto Paolo Lojudice                                                    | Itália                         | 128       | 101           | 229   |
| 28 de novembro de 2020  | Mauro Gambetti, O.F.M.Conv.                                               | Itália                         | 128       | 101           | 229   |
| 28 de novembro de 2020  | 4 não eleitores:                                                          | Vaticano                       | 128       | 101           | 229   |
| 28 de novembro de 2020  | Felipe Arizmendi Esquivel                                                 | México                         | 128       | 101           | 229   |
| 28 de novembro de 2020  | Silvano Maria Tomasi, C.S.                                                | Itália                         | 128       | 101           | 229   |
| 28 de novembro de 2020  | Raniero Cantalamessa, O.F.M.Cap.                                          | Itália                         | 128       | 101           | 229   |
| 28 de novembro de 2020  | Enrico Feroci                                                             | Itália                         | 128       | 101           | 229   |
| 7 de janeiro de 2021    | Morte do Cardeal Henri Schwery‎ (88 anos)                                  | Suíça                          | 128       | 100           | 228   |
| 13 de janeiro de 2021   | Morte do Cardeal Eusébio Oscar Scheid‎, S.C.J. (88 anos)                   | Brasil                         | 128       | 99            | 227   |
| 27 de fevereiro de 2021 | 80º aniversário do Cardeal Gabriel Zubeir Wako                            | Sudão do Sul                   | 127       | 100           | 227   |
| 8 de março de 2021      | 80º aniversário do Cardeal Wilfrid Fox Napier, O.F.M.                     | África do Sul                  | 126       | 101           | 227   |
| 3 de abril de 2021      | Morte do Cardeal Christian Wiyghan Tumi (90 anos)                         | Camarões                       | 126       | 100           | 226   |
| 10 de abril de 2021     | Morte do Cardeal Edward Idris Cassidy (96 anos)                           | Austrália                      | 126       | 99            | 225   |
| 17 de abril de 2021     | Morte do Cardeal Sebastian Koto Khoarai, O.M.I. (91 anos)                 | Lesoto                         | 126       | 98            | 224   |
| 27 de abril de 2021     | Morte do Cardeal Nicholas Cheong Jin-Suk (89 anos)                        | Coreia do Sul                  | 126       | 97            | 223   |
| 29 de maio de 2021      | Morte do Cardeal Cornelius Sim (69 anos)                                  | Brunei                         | 125       | 97            | 222   |
| 8 de junho de 2021      | 80º aniversário do Cardeal George Pell                                    | Austrália                      | 124       | 98            | 222   |
| 11 de julho de 2021     | Morte do Cardeal Laurent Monsengwo Pasinya (81 anos)                      | República Democrática do Congo | 124       | 97            | 221   |
| 19 de julho de 2021     | 80º aniversário do Cardeal Maurice Piat, C.S.Sp.                          | Maurícia                       | 123       | 98            | 221   |
| 29 de julho de 2021     | Morte do Cardeal Albert Vanhoye, S.J. (98 anos)                           | França                         | 123       | 97            | 220   |
| 10 de agosto de 2021    | Morte do Cardeal Eduardo Martínez Somalo (94 anos)                        | Espanha                        | 123       | 96            | 219   |
| 18 de agosto de 2021    | 80º aniversário do Cardeal Beniamino Stella                               | Itália                         | 122       | 97            | 219   |
| 23 de setembro de 2021  | Morte do Cardeal Jorge Liberato Urosa Savino (79 anos)                    | Venezuela                      | 121       | 97            | 218   |
| 26 de setembro de 2021  | Morte do Cardeal José Freire Falcão (95 anos)                             | Brasil                         | 121       | 96            | 217   |
| 29 de setembro de 2021  | Morte do Cardeal Alexandre José Maria dos Santos, O.F.M. (97 anos)        | Moçambique                     | 121       | 95            | 216   |
| 3 de outubro de 2021    | Morte do Cardeal Jorge Arturo Medina Estévez (94 anos)                    | Chile                          | 121       | 94            | 215   |
| 7 de novembro de 2021   | 80º aniversário do Cardeal Angelo Scola                                   | Itália                         | 120       | 95            | 215   |
| 5 de janeiro de 2022    | Morte do Cardeal Francisco Álvarez Martínez (96 anos)                     | Espanha                        | 120       | 94            | 214   |
| 7 de janeiro de 2022    | 80º aniversário do Cardeal Ricardo Ezzati Andrello, S.D.B.                | Chile                          | 119       | 95            | 214   |
| 16 de fevereiro de 2022 | Morte do Cardeal Luigi de Magistris (95 anos)                             | Itália                         | 119       | 94            | 213   |
| 5 de março de 2022      | Morte do Cardeal Agostino Cacciavillan (95 anos)                          | Itália                         | 119       | 93            | 212   |
| 28 de março de 2022     | Morte do Cardeal Antonios I Naguib (87 anos)                              | Egito                          | 119       | 92            | 211   |
| 7 de abril de 2022      | 80º aniversário do Cardeal Gualtiero Bassetti                             | Itália                         | 118       | 93            | 211   |
| 13 de abril de 2022     | 80º aniversário do Cardeal Ricardo Blázquez Pérez                         | Espanha                        | 117       | 94            | 211   |
| 20 de abril de 2022     | Morte do Cardeal Javier Lozano Barragán (89 anos)                         | México                         | 117       | 93            | 210   |
| 27 de abril de 2022     | Morte do Cardeal Carlos Amigo Vallejo, O.F.M. (87 anos)                   | Espanha                        | 117       | 92            | 209   |
| 27 de maio de 2022      | Morte do Cardeal Angelo Sodano (94 anos)                                  | Itália                         | 117       | 91            | 208   |
| 6 de junho de 2022      | 80º aniversário do Cardeal Norberto Rivera Carrera                        | México                         | 116       | 92            | 208   |
| 4 de julho de 2022      | Morte do Cardeal Cláudio Hummes, O.F.M. (87 anos)                         | Brasil                         | 116       | 91            | 207   |
| 8 de agosto de 2022     | Morte do Cardeal Jozef Tomko (98 anos)                                    | Eslováquia                     | 116       | 90            | 206   |
| 27 de agosto de 2022    | Criação de 20 cardeais (16 eleitores + 4 não eleitores):                  | Vaticano                       | 132       | 94            | 226   |
| 27 de agosto de 2022    | Arthur Roche                                                              | Inglaterra                     | 132       | 94            | 226   |
| 27 de agosto de 2022    | Lazarus You Heung-sik                                                     | Coreia do Sul                  | 132       | 94            | 226   |
| 27 de agosto de 2022    | Fernando Vérgez Alzaga, L.C                                               | Espanha                        | 132       | 94            | 226   |
| 27 de agosto de 2022    | Jean-Marc Noël Aveline                                                    | França                         | 132       | 94            | 226   |
| 27 de agosto de 2022    | Peter Ebere Okpaleke                                                      | Nigéria                        | 132       | 94            | 226   |
| 27 de agosto de 2022    | Leonardo Ulrich Steiner, O.F.M                                            | Brasil                         | 132       | 94            | 226   |
| 27 de agosto de 2022    | Filipe Neri António Sebastião do Rosário Ferrão                           | Índia                          | 132       | 94            | 226   |
| 27 de agosto de 2022    | Robert Walter McElroy                                                     | Estados Unidos                 | 132       | 94            | 226   |
| 27 de agosto de 2022    | Virgílio do Carmo da Silva, S.D.B                                         | Timor-Leste                    | 132       | 94            | 226   |
| 27 de agosto de 2022    | Oscar Cantoni                                                             | Itália                         | 132       | 94            | 226   |
| 27 de agosto de 2022    | Anthony Poola                                                             | Indonésia                      | 132       | 94            | 226   |
| 27 de agosto de 2022    | Paulo Cezar Costa                                                         | Brasil                         | 132       | 94            | 226   |
| 27 de agosto de 2022    | Richard Kuuia Baawobr, M.Afr                                              | Gana                           | 132       | 94            | 226   |
| 27 de agosto de 2022    | William Goh Seng Chye                                                     | Singapura                      | 132       | 94            | 226   |
| 27 de agosto de 2022    | Adalberto Martínez Flores                                                 | Paraguai                       | 132       | 94            | 226   |
| 27 de agosto de 2022    | Giorgio Marengo, I.M.C                                                    | Mongólia                       | 132       | 94            | 226   |
| 27 de agosto de 2022    | 4 não eleitores:                                                          | Vaticano                       | 132       | 94            | 226   |
| 27 de agosto de 2022    | Jorge Enrique Jiménez Carvajal, C.I.M.                                    | Colômbia                       | 132       | 94            | 226   |
| 27 de agosto de 2022    | Arrigo Miglio                                                             | Itália                         | 132       | 94            | 226   |
| 27 de agosto de 2022    | Gianfranco Ghirlanda, S.J                                                 | Itália                         | 132       | 94            | 226   |
| 27 de agosto de 2022    | Fortunato Frezza                                                          | Itália                         | 132       | 94            | 226   |
| 3 de setembro de 2022   | 80º aniversário do Cardeal Gregorio Rosa Chávez                           | El Salvador                    | 131       | 95            | 226   |
| 22 de setembro de 2022  | 80º aniversário do Cardeal Rubén Salazar Gómez                            | Colômbia                       | 130       | 96            | 226   |
| 1 de outubro de 2022    | 80º aniversário do Cardeal Giuseppe Bertello                              | Itália                         | 129       | 97            | 226   |
| 18 de outubro de 2022   | 80º aniversário do Cardeal Gianfranco Ravasi                              | Itália                         | 128       | 98            | 226   |
| 7 de novembro de 2022   | 80º aniversário do Cardeal André Vingt-Trois                              | França                         | 127       | 99            | 226   |
| 27 de novembro de 2022  | Morte do Cardeal Richard Kuuia Baawobr, M.Afr (63 anos)                   | Gana                           | 126       | 99            | 225   |
| 17 de dezembro de 2022  | Morte do Cardeal Severino Poletto (89 anos)                               | Itália                         | 126       | 98            | 224   |
| 29 de dezembro de 2022  | 80º aniversário do Cardeal Óscar Rodríguez Maradiaga, S.D.B.              | Honduras                       | 125       | 99            | 224   |
| 31 de dezembro de 2022  | Morte do Papa Bento XVI (95 anos)                                         | Alemanha                       | 125       | 99            | 224   |
| 10 de janeiro de 2023   | Morte do Cardeal George Pell (81 anos)                                    | Austrália                      | 125       | 98            | 223   |
| 14 de janeiro de 2023   | 80º aniversário do Cardeal Angelo Bagnasco                                | Itália                         | 124       | 99            | 223   |
| 3 de fevereiro de 2023  | 80º aniversário do Cardeal Domenico Calcagno                              | Itália                         | 123       | 100           | 223   |
| 26 de março de 2023     | Morte do Cardeal Karl-Josef Rauber (88 anos)                              | Alemanha                       | 123       | 99            | 222   |
| 26 de abril de 2023     | 80º aniversário do Cardeal Dominik Duka, O.P.                             | República Checa                | 123       | 100           | 222   |
| 2 de junho de 2023      | 80º aniversário do Cardeal Crescenzio Sepe                                | Itália                         | 121       | 101           | 222   |
| 30 de julho de 2023     | 80º aniversário do Cardeal Giuseppe Versaldi                              | Itália                         | 120       | 102           |       |
| 26 de agosto de 2023    | Morte do Cardeal Geraldo Majella Agnelo (89 anos)                         | Brasil                         | 120       | 101           | 221   |
| 17 de setembro de 2023  | 80º aniversário do Cardeal Angelo Comastri                                | Itália                         | 119       | 102           | 221   |
| 30 de setembro de 2023  | Criação de 21 cardeais (18 eleitores + 3 não eleitores):                  | Vaticano                       | 137       | 105           | 242   |
| 30 de setembro de 2023  | Robert Francis Prevost, O.S.A                                             | Estados Unidos                 | 137       | 105           | 242   |
| 30 de setembro de 2023  | Claudio Gugerotti                                                         | Itália                         | 137       | 105           | 242   |
| 30 de setembro de 2023  | Víctor Manuel Fernández                                                   | Argentina                      | 137       | 105           | 242   |
| 30 de setembro de 2023  | Emil Paul Tscherrig                                                       | Suíça                          | 137       | 105           | 242   |
| 30 de setembro de 2023  | Christophe Pierre                                                         | França                         | 137       | 105           | 242   |
| 30 de setembro de 2023  | Pierbattista Pizzaballa, O.F.M.                                           | Israel                         | 137       | 105           | 242   |
| 30 de setembro de 2023  | Stephen Brislin                                                           | África do Sul                  | 137       | 105           | 242   |
| 30 de setembro de 2023  | Ángel Sixto Rossi, S.J.                                                   | Argentina                      | 137       | 105           | 242   |
| 30 de setembro de 2023  | Luis José Rueda Aparicio                                                  | Colômbia                       | 137       | 105           | 242   |
| 30 de setembro de 2023  | Grzegorz Ryś                                                              | Polónia                        | 137       | 105           | 242   |
| 30 de setembro de 2023  | Stephen Ameyu Martin Mulla                                                | Sudão                          | 137       | 105           | 242   |
| 30 de setembro de 2023  | José Cobo Cano                                                            | Espanha                        | 137       | 105           | 242   |
| 30 de setembro de 2023  | Protase Rugambwa                                                          | Tanzânia                       | 137       | 105           | 242   |
| 30 de setembro de 2023  | Sebastian Francis                                                         | Malásia                        | 137       | 105           | 242   |
| 30 de setembro de 2023  | Stephen Chow Sau-yan, S.J.                                                | Hong Kong                      | 137       | 105           | 242   |
| 30 de setembro de 2023  | François-Xavier Bustillo, O.F.M.Conv.                                     | França                         | 137       | 105           | 242   |
| 30 de setembro de 2023  | Américo Manuel Alves Aguiar                                               | Portugal                       | 137       | 105           | 242   |
| 30 de setembro de 2023  | Ángel Fernández Artime, S.D.B                                             | Espanha                        | 137       | 105           | 242   |
| 30 de setembro de 2023  | 3 não eleitores:                                                          | Vaticano                       | 137       | 105           | 242   |
| 30 de setembro de 2023  | Agostino Marchetto                                                        | Itália                         | 137       | 105           | 242   |
| 30 de setembro de 2023  | Diego Rafael Padrón Sánchez                                               | Venezuela                      | 137       | 105           | 242   |
| 30 de setembro de 2023  | Luis Pascual Dri, O.F.M.Cap.                                              | Argentina                      | 137       | 105           | 242   |
| 1 de outubro de 2023    | 80º aniversário do Cardeal Patrick D’Rozario, C.S.C.                      | Bangladesh                     | 136       | 106           | 242   |
| 4 de outubro de 2023    | Morte do Cardeal Telesphore Placidus Toppo (83 anos)                      | Índia                          | 136       | 105           | 241   |
| 18 de novembro de 2023  | 80º aniversário do Cardeal Leonardo Sandri                                | Argentina                      | 135       | 106           | 241   |
| 5 de dezembro de 2023   | 80º aniversário do Cardeal Andrew Yeom Soo-jung                           | Coreia do Sul                  | 134       | 107           | 241   |
| 22 de dezembro de 2023  | Morte do Cardeal Thomas Stafford Williams (93 anos)                       | Nova Zelândia                  | 134       | 106           | 240   |
| 27 de dezembro de 2023  | 80º aniversário do Cardeal Jean Zerbo                                     | Mali                           | 133       | 107           | 240   |
| 28 de dezembro de 2023  | 80º aniversário do Cardeal Juan Luis Cipriani Thorne                      | Peru                           | 132       | 108           | 240   |
| 16 de janeiro de 2024   | Morte do Cardeal Sergio Sebastiani (92 anos)                              | Itália                         | 132       | 107           | 239   |
| 29 de janeiro de 2024   | 80º aniversário do Cardeal John Olorunfemi Onaiyekan                      | Nigéria                        | 131       | 108           | 239   |
| 12 de fevereiro de 2024 | 80º aniversário do Cardeal Pedro Ricardo Barreto Jimeno, S.J.             | Peru                           | 130       | 109           | 239   |
| 24 de fevereiro de 2024 | 80º aniversário do Cardeal José Lacunza Maestrojuán, O.A.R.               | Panamá                         | 129       | 110           | 239   |
| 15 de março de 2024     | Morte do Cardeal Paul Josef Cordes (89 anos)                              | Alemanha                       | 129       | 109           | 238   |
| 8 de abril de 2024      | 80º aniversário do Cardeal Louis-Marie Ling Mangkhanekhoun                | Laos                           | 128       | 110           | 238   |
| 15 de abril de 2024     | Morte do Cardeal Pedro Rubiano Sáenz (91 anos)                            | Colômbia                       | 128       | 109           | 237   |
| 19 de abril de 2024     | 80º aniversário do Cardeal Luis Ladaria, S.J.                             | Espanha                        | 127       | 110           | 237   |
| 30 de maio de 2024      | Morte do Cardeal Kelvin Edward Felix (91 anos)                            | Santa Lúcia                    | 127       | 109           | 236   |
| 8 de junho de 2024      | 80º aniversário do Cardeal Marc Ouellet, P.S.S.                           | Canadá                         | 126       | 110           | 236   |
| 29 de junho de 2024     | 80º aniversário do Cardeal Sean Patrick O'Malley, O.F.M.Cap.              | Estados Unidos                 | 125       | 111           | 236   |
| 5 de agosto de 2024     | 80º aniversário do Cardeal Polycarp Pengo                                 | Tanzânia                       | 124       | 112           | 236   |
| 15 de setembro de 2024  | 80º aniversário do Cardeal Mauro Piacenza                                 | Itália                         | 123       | 113           | 236   |
| 25 de setembro de 2024  | 80º aniversário do Cardeal Jean-Pierre Bernard Ricard                     | França                         | 122       | 114           | 236   |
| 28 de setembro de 2024  | Morte do Cardeal Alexandre do Nascimento, O.P. (99 anos)                  | Angola                         | 122       | 113           | 235   |
| 10 de outubro de 2024   | 80º aniversário do Cardeal Baltazar Enrique Porras Cardozo                | Venezuela                      | 121       | 114           | 235   |
| 20 de outubro de 2024   | Morte do Cardeal Eugenio Dal Corso, P.S.D.P. (85 anos)                    | Itália                         | 121       | 113           | 234   |
| 28 de outubro de 2024   | Morte do Cardeal Renato Raffaele Martino (91 anos)                        | Itália                         | 121       | 112           | 233   |
| 25 de novembro de 2024  | Morte do Cardeal Miguel Ángel Ayuso Guixot, M.C.C.J. (72 anos)            | Espanha                        | 120       | 112           | 232   |
| 7 de dezembro de 2024   | Criação de 21 cardeais (20 eleitores + 1 não eleitores):                  | Vaticano                       | 140       | 113           | 253   |
| 7 de dezembro de 2024   | Carlos Gustavo Castillo Mattasoglio                                       | Peru                           | 140       | 113           | 253   |
| 7 de dezembro de 2024   | Vicente Bokalic Iglic, C.M.                                               | Argentina                      | 140       | 113           | 253   |
| 7 de dezembro de 2024   | Luis Gerardo Cabrera Herrera, O.F.M.                                      | Equador                        | 140       | 113           | 253   |
| 7 de dezembro de 2024   | Fernando Natalio Chomalí Garib                                            | Chile                          | 140       | 113           | 253   |
| 7 de dezembro de 2024   | Tarcisius Isao Kikuchi, S.V.D.                                            | Japão                          | 140       | 113           | 253   |
| 7 de dezembro de 2024   | Pablo Virgilio Siongco David                                              | Filipinas                      | 140       | 113           | 253   |
| 7 de dezembro de 2024   | László Német, S.V.D.                                                      | Sérvia                         | 140       | 113           | 253   |
| 7 de dezembro de 2024   | Jaime Spengler, O.F.M.                                                    | Brasil                         | 140       | 113           | 253   |
| 7 de dezembro de 2024   | Ignace Bessi Dogbo                                                        | Costa do Marfim                | 140       | 113           | 253   |
| 7 de dezembro de 2024   | Jean-Paul Vesco, O.P.                                                     | Argélia                        | 140       | 113           | 253   |
| 7 de dezembro de 2024   | Dominique Joseph Mathieu, O.F.M.Conv.                                     | Irã                            | 140       | 113           | 253   |
| 7 de dezembro de 2024   | Roberto Repole                                                            | Itália                         | 140       | 113           | 253   |
| 7 de dezembro de 2024   | Baldassare Reina                                                          | Itália                         | 140       | 113           | 253   |
| 7 de dezembro de 2024   | Frank Leo                                                                 | Canadá                         | 140       | 113           | 253   |
| 7 de dezembro de 2024   | Rolandas Makrickas                                                        | Lituânia                       | 140       | 113           | 253   |
| 7 de dezembro de 2024   | Mykola Bychok, C.Ss.R.                                                    | Austrália                      | 140       | 113           | 253   |
| 7 de dezembro de 2024   | Timothy Radcliffe, O.P.                                                   | Inglaterra                     | 140       | 113           | 253   |
| 7 de dezembro de 2024   | Fabio Baggio, C.S.                                                        | Itália                         | 140       | 113           | 253   |
| 7 de dezembro de 2024   | George Jacob Koovakad                                                     | Índia                          | 140       | 113           | 253   |
| 7 de dezembro de 2024   | Domenico Battaglia                                                        | Itália                         | 140       | 113           | 253   |
| 7 de dezembro de 2024   | 1 não eleitores:                                                          | Vaticano                       | 140       | 113           | 253   |
| 7 de dezembro de 2024   | Angelo Acerbi                                                             | Itália                         | 140       | 113           | 253   |
| 24 de dezembro de 2024  | 80º aniversário do Cardeal Oswald Gracias                                 | Índia                          | 139       | 114           | 253   |
| 31 de dezembro de 2024  | Morte do Cardeal Angelo Amato, S.D.B. (86 anos)                           | Itália                         | 139       | 113           | 252   |
| 22 de janeiro de 2025   | 80º aniversário do Cardeal Christoph Schönborn, O.P.                      | Áustria                        | 138       | 114           | 252   |
| 01 de março de 2025     | 80º aniversário do Cardeal Fernando Vérgez Alzaga, L.C.                   | Espanha                        | 137       | 115           | 252   |
| 06 de abril de 2025     | 80º aniversário do Cardeal Celestino Aós Braco, O.F.M.Cap.                | Chile                          | 136       | 116           | 252   |
| 19 de abril de 2025     | 80º aniversário do Cardeal George Alencherry                              | Índia                          | 135       | 117           | 252   |
| 21 de abril de 2025     | Morte do Papa Francisco (88 anos)                                         | Vaticano                       | 135       | 117           | 252   |

## Artigos relacionados
- Colégio dos Cardeais
- Lista de cardeais eleitores do conclave de 2013